# Pandèmia de COVID-19 a Galícia

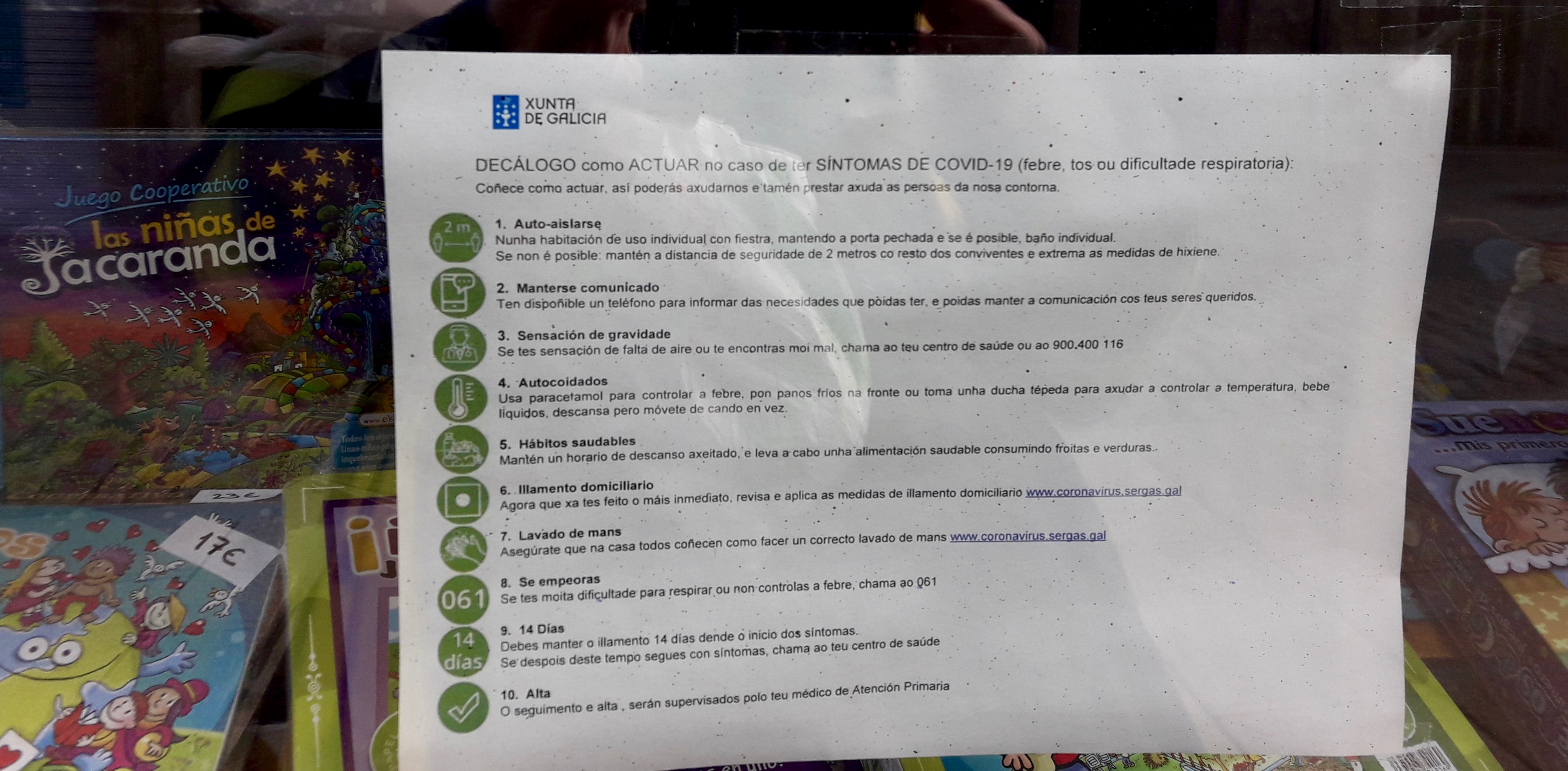
Consignes d'actuació en cas de sentir símptomes de COVID-19 publicades per la Xunta de Galícia

L'expansió de la pandèmia per coronavirus de 2019-2020 a Galícia es va detectar el 4 de març de 2020 amb el cas confirmat d'un home de 49 anys que provenia de Madrid.
El 14 de març es van enregistrar les dues primeres víctimes mortals degudes a la malaltia, una habitant d'un poble de la província de Pontevedra de 92 anys i un home de 81 anys de Pontevedra.
En data del 7 de juliol, el territori gallec comptava 9.300 casos confirmats, persones guarides i 619 morts.

## Cronologia

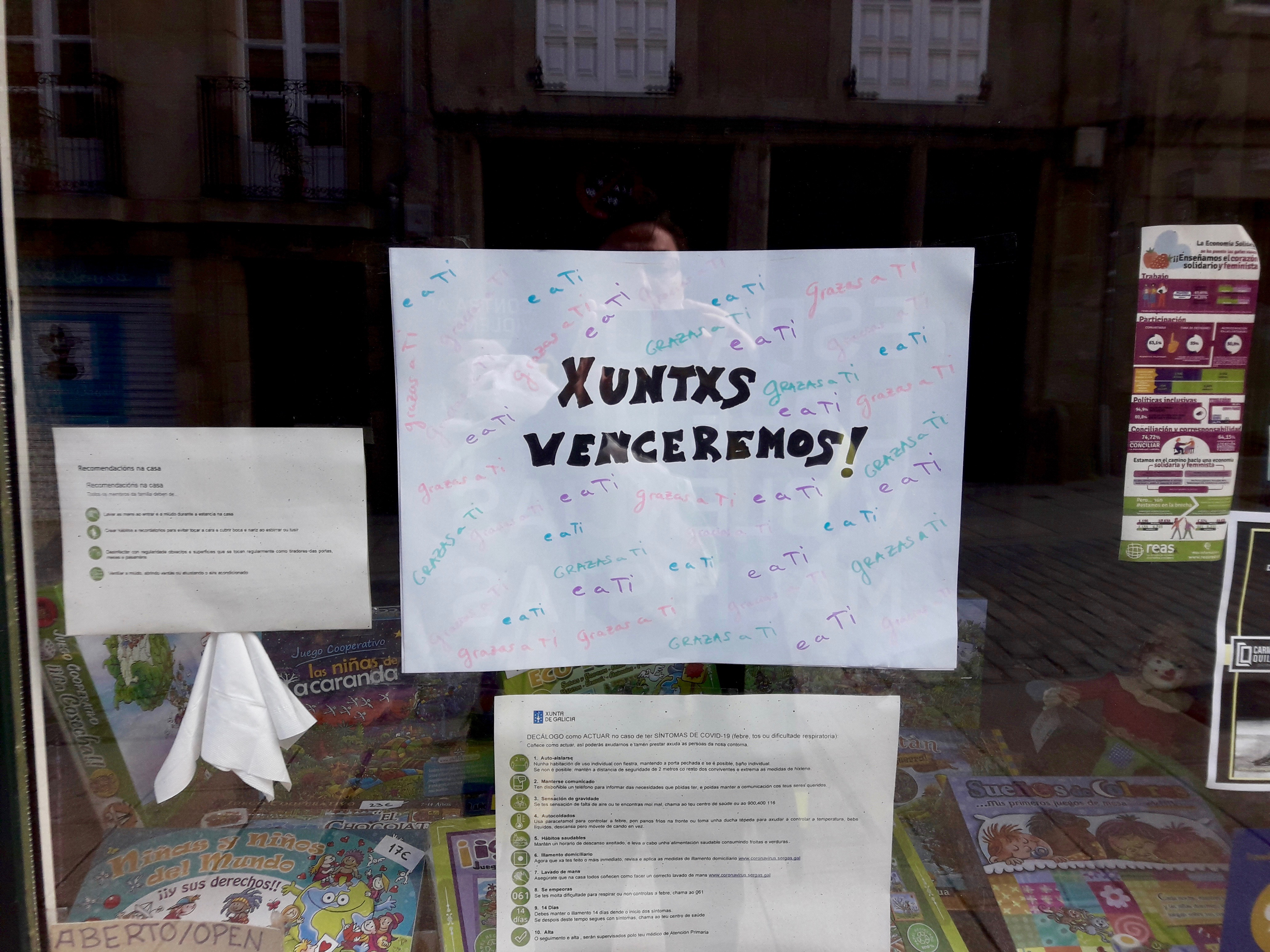
Missatge de coratge a una botiga gallega durant la quarantena derivada de l'estat d'emergència.

El 4 de març, durant una conferència de premsa del Conseller de Salut de la Junta de Galícia, Jesús Vázquez Almuíña, el govern gallec va anunciar el primer cas confirmat de persona infectada per COVID-19 a Galícia. El pacient, un home de 49 anys atès al CHUAC, arribava de Madrid, principal focus de contagi de l'estat espanyol. El dia 6 es conegueren dos altres casos, una dona de 47 anys i el seu marit de 43 anys, admesos tots dos a l'Hospital Álvaro Cunqueiro de Vigo. L'endemà es va revelar que el fill de 15 anys del matrimoni també tenia la malaltia, apujant el total a quatre casos confirmats. El 8 de març s'informà de dos altres individus contaminats. A partir d'aquell moment la xifra de persones contagiades va anar creixent de manera més accelerada i superà els 200 casos al cap dels vuit dies següents.

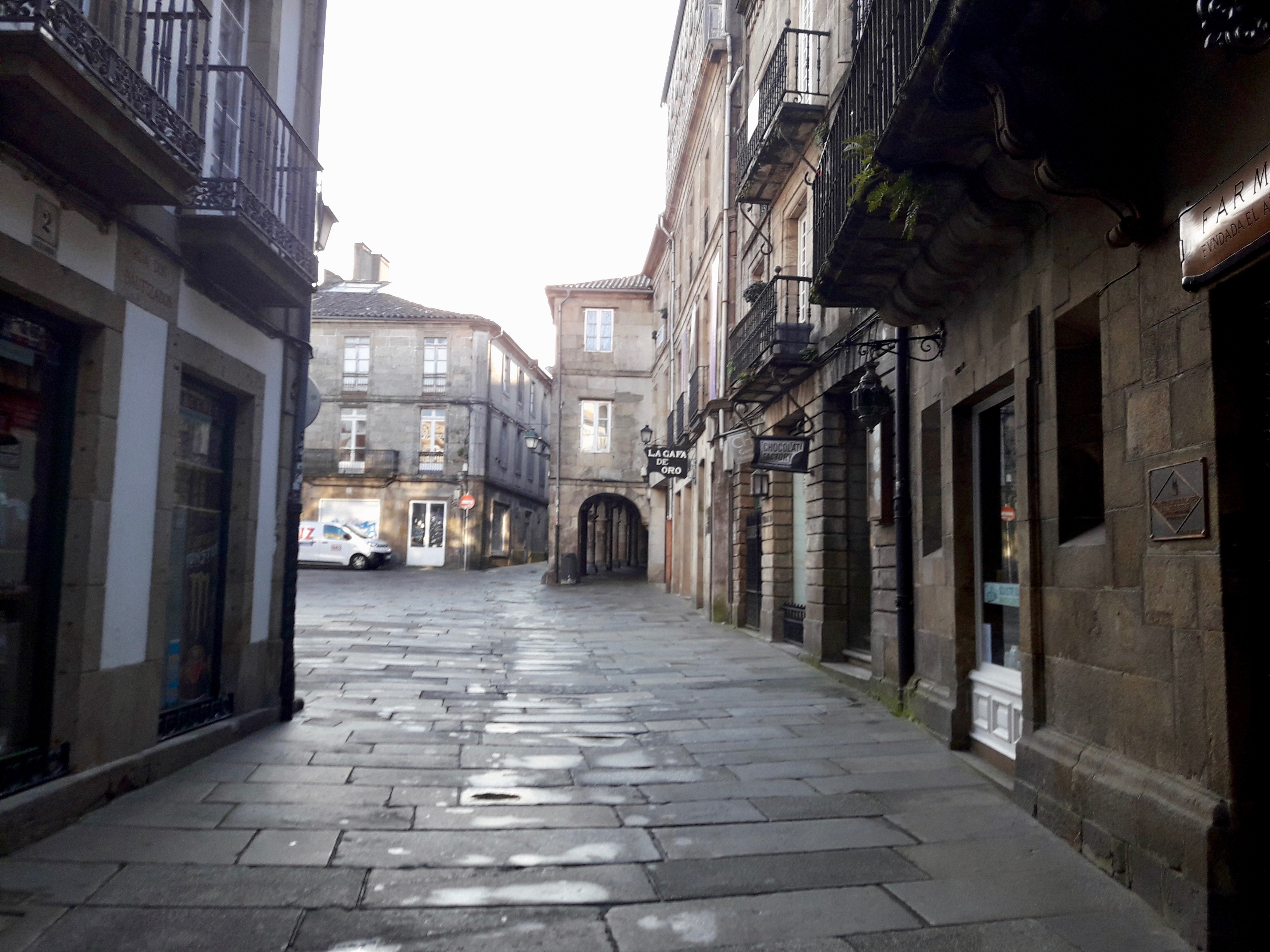
La part vella de Compostela buida durant l'estat d'alarma per causa del Covid-19

El 12 de març el president de la Xunta, Alberto Núñez Feijóo, decretà la suspensió de les classes a Galícia per a tots els nivells educatius. L'endemà Feijóo va anunciar la declaració d'emergència sanitària i el tancament dels bars, restaurants, cinemes i tots els altres indrets de lleures, una mesura que havia d'entrar en vigor a partir de les 00:00 hores del dia 14. El mateix dia 13 el govern espanyol va declarar que es decretaria l'estat d'alarma a tot l'estat, acte que es va materialitzar l'endemà en una reunió telemàtica del consell de ministres espanyols. Les mesures promulgades van incloure entre més coses la limitació de la circulació de les persones, el tancament dels comerços no essencials i restriccions per als transports públics, durant un període prorrogable de dues setmanes.
El 14 de març ocorregué la primera mort per coronavirus de Galícia, una habitant del Val Miñor de 92 anys que havia estat admesa a l'Hospital Povisa de Vigo. Aquell mateix dia va finar alhora un home de 81 anys a Pontevedra. Dos dies després es va confirmar la primera víctima mortal a la província de la Corunya, un pacient de 45 anys amb mantes patologies prèvies. El 20 de març van morir els primers pacients de les províncies de Lugo i Ourense, un home de 89 anys que havia estat hospitalitzat a Monforte de Lemos i una dona de 93 anys que estava al CHUO.
El 22 de març el president espanyol, Pedro Sánchez, anuncià que portaria al Congrés dels Deputats una prórroga de l'estat d'alarma de dues setmanes més, per a estendre'l doncs fins al 12 d'abril. El dia 23 es va arribar més enllà d'un total de 1.000 persones contagiades a Galícia, atenyent la xifra de 1.208 casos confirmats, i entre aquests en romanien actius 1.170.

## Dades estadístiques
Evolució del nombre de persones infectades amb COVID-19 a Galícia
Evolució del nombre de persones guarides del COVID-19 a Galícia
Evolució del nombre de morts del COVID-19 a Galícia